# سی محمد کتبی
سی محمد کتبی (انگلیسی: Si Mohamed Ketbi؛ زادهٔ ۲۷ دسامبر ۱۹۹۷) یک تکواندوکار اهل بلژیک است.
از افتخارات وی می‌توان به کسب مدال نقره وزن ۵۸ کیلوگرم در مسابقات جهانی تکواندو ۲۰۱۵ اشاره کرد.